# جنيفر سيرانو
جنيفر سيرانو (بالإسبانية: Jennifer Serrano)‏ هي مغنية إسبانية، ولدت في 1984 في مييريس في إسبانيا.

## وصلات خارجية
- جنيفر سيرانو على موقع ميوزك برينز (الإنجليزية)
- جنيفر سيرانو على موقع ديسكوغز (الإنجليزية)